# سفر اکتشافی کوه اورست بریتانیا ۱۹۵۳

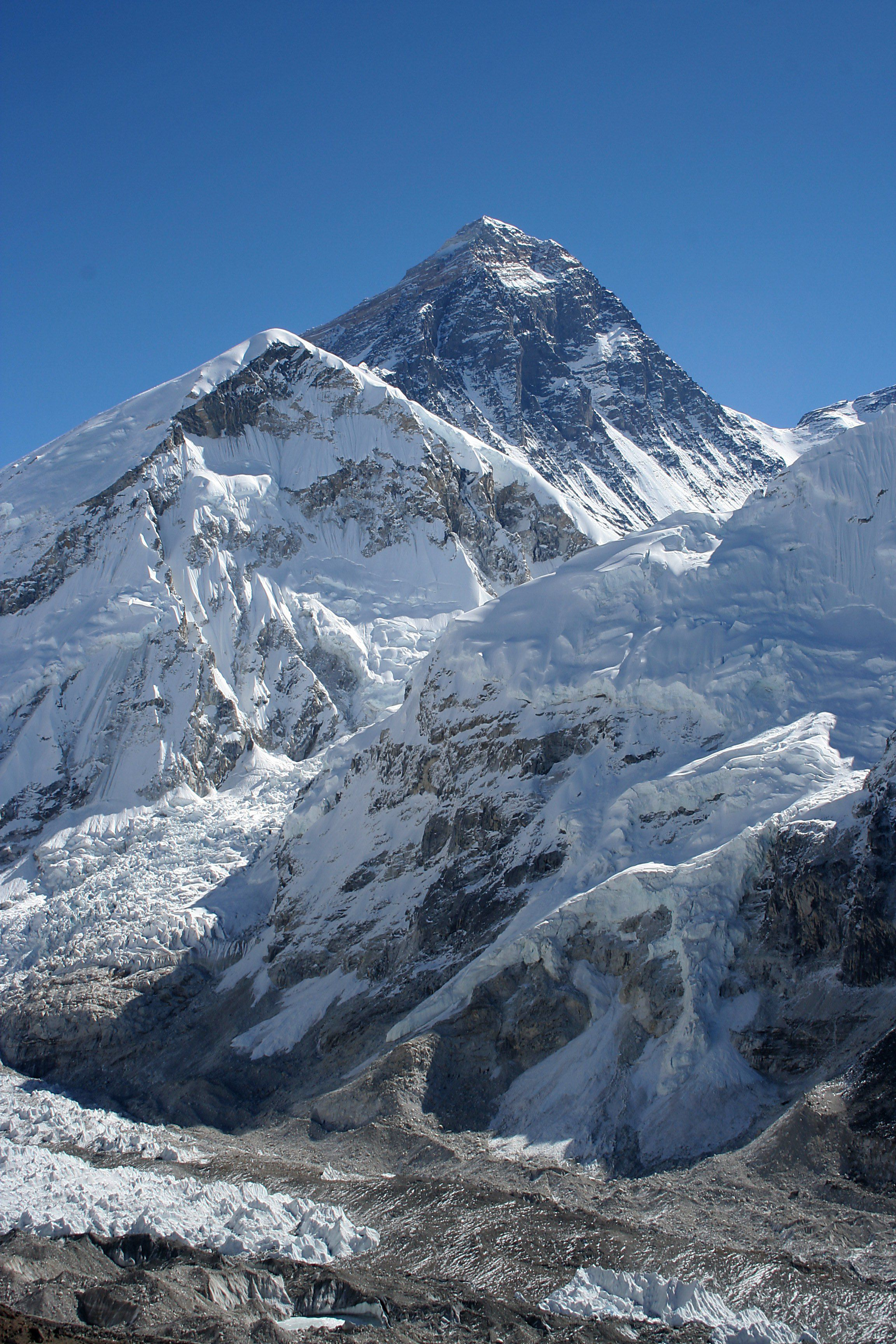
کوه اورست. مسیری که گروه انگلیسی شروع کرد یخشار خومبو − با چشم‌انداز محدود از (پنهان از دید) − سپس صعود به لوتسه فیس و فتح در پایان خط‌الراس جنوب شرقی (در افق سمت راست)

سفر اکتشافی کوه اورست بریتانیا ۱۹۵۳ (انگلیسی: 1953 British Mount Everest expedition) نهمین گروه کوهنوردی مکتشف اعزامی برای نخستین صعود و فتح قله کوه اورست بود که به وسیله ادموند هیلاری و یک شرپا به نام تنزینگ نورگای حاصل شد، این موفقیت اولین پیروزی رسمی و تأیید شدهٔ فتح قله اورست به تاریخ جمعه ۲۹ مه ۱۹۵۳ و تحت رهبری سرهنگ جان هانت، بارون هانت می‌باشد. این سفر اکتشافی سازمان یافته و تأمین مالی شده توسط کمیته مشترک هیمالیا بود، اخبار موفقیت این اکتشاف در صبح روز تاجگذاری ملکه الیزابت دوم به تاریخ دوم ژوئن به لندن مخابره شد.

## رهبری و آماده‌سازی
هانت، سرهنگ نیروی زمینی بریتانیا، در حال خدمت در فرماندهی عالی نیروهای ائتلاف اروپا بود که با دعوت کمیتهٔ مشترک باشگاه آلپاین (یو. ک) هیمالیا و انجمن سلطنتی جغرافیا در زمینهٔ هدایت و رهبری یک سفر اکتشافی بریتانیایی به اورست در سال ۱۹۵۳ کاملاً شگفت‌زده شد، تا پیش از این انتظار می‌رفت که اریک شیپتون هدایت تیم را عهده‌دار باشد چرا که شخص اخیر پیش‌تر رهبری تیم اکتشافی شناسایی کوه اورست ۱۹۵۱ و همچنین برنامهٔ دست‌یابی به چو ایو به سال ۱۹۵۲ را در پرونده داشت که البته ناموفق بود، همان سفر اکتشافی که بسیاری از کوهنوردهای آن جذب گردیده بود، با این احوال، کمیته تصمیم خودش مبنی بر سپردن این پست به دست هانت که یک رهبر نظامی بود را اتخاذ کرده بود مضاف بر اینکه اعتبارنامهٔ کوهنوردی هانت یک مزیت غیرقابل انکار به‌شمار می‌رفت و همین نوید بهترین چشم‌انداز موفقیت را می‌داد
بریتانیا از جهاتی تحت فشار ویژه‌ای قرار داشت به دلیل آنکه فرانسوی‌ها نیز دستور اجرای مقدمات برنامهٔ اکتشافی مشابهی در جهت فتح اورست برای سال ۱۹۵۴ صادر کرده بودند، سوئیس یکی دیگر از کشورهای رقیبی بود که برنامه‌ای را برای سال ۱۹۵۵ تدارک دیده بود و همهٔ اینها بدان معنی بود که انگلیسی‌ها فرصت دیگری برای این پروژه احتمالاً تا سال ۱۹۵۶ یا بعد از آن نخواهند داشت.